# 阿巴丁 (卡贝塞拉什-德巴什图)
阿巴丁是葡萄牙布拉加区的一个堂区。总面积14.93平方公里，总人口668人，人口密度44.7人/平方公里。